# Vareilles (Yonne)
Vareilles – miejscowość i dawna gmina we Francji, w regionie Burgundia-Franche-Comté, w departamencie Yonne. W 2013 roku liczba ludności wynosiła 242 mieszkańców. 
W dniu 1 stycznia 2016 roku z połączenia trzech ówczesnych gmin – Chigy, Theil-sur-Vanne oraz Vareilles – utworzono nową gminę Les Vallées-de-la-Vanne. Siedzibą gminy została miejscowość Theil-sur-Vanne. 